# Michael Zacharewitsch
Mikhaïl Zakhàrevitx, conegut habitualment com a Michael Zacharewitsch   (Ostroh, 26 d'agost de 1879 - Londres, 1953) o Michael Zacherewitschfou un violinista rus.
Als quinze any feu el seu debut a Óstroh. La favorable acollida que va tenir l'animà a perfeccionar el seu art, seguint amb ell els consells de Txaikovski, el concert per a violí del qual havia executat. Anà a Praga on estudià durant nou anys sota la direcció d'Otakar Ševčík, i posteriorment un cert temps a Brussel·les amb Eugène Ysaÿe. Des de 1893 emprengué grans gires de concerts per Europa, havent conquistat un lloc brillant entre els virtuosos del seu temps.
El 1923 es naturalitzaria britànic com a Michael Sisserman.